# Parc national de la Serra de Itabaiana
Le parc national de la Serra de Itabaiana se situe dans l'État du Sergipe au Brésil.
Le parc a été créé en 2005 et couvre une superficie de 7 966 ha dont la Serra de Itabaiana.
Il contient les biomes de la forêt atlantique et de la Caatinga et plusieurs espèces d’animaux. Il abrite 16 espèces de reptiles, 24 espèces d’amphibiens, 62 espèces de mammifères et 123 espèces d’oiseaux.